# نظم اداری
جامعهٔ بهائی طبقهٔ روحانیون و مجتهدان دینی ندارد و امور جامعهٔ خود را از طریق نظامی از مؤسسات که بر پایهٔ تصمیم‌گیری جمعی و مشورت عمل می‌کند، اداره می‌کند. اصول این نظام در آثار بهاءالله مؤسس آئین بهائی آمده‌است. عبدالبهاء و شوقی افندی جزئیات اصول این نظام را تشریح کردند و به مرحلهٔ اجرا درآوردند. مجموع این نظام با عنوان نظم اداری شناخته می‌شود.
بیت‌العدل اعظم، شورای بین‌المللی مرکزی حاکم بر نظم اداری است که اعضای آن هر پنج سال توسط جوامع بهائی سراسر دنیا انتخاب می‌شوند. امور جوامع محلی و ملی از طریق شوراهای انتخابی ۹ نفره که تحت هدایت بیت‌العدل اعظم فعالیت می‌کنند اداره می‌شود. شوراهای محلی که در سطح شهر یا روستا فعالیت می‌کنند، محفل روحانی محلی، و شوراهای ملی که در سطح کشور فعالیت می‌کنند، محفل روحانی ملی نام دارند. مؤسسهٔ مشاورین قاره‌ای که مؤسسه‌ای انتصابی است بخش دیگری از نظم اداری بهائی را تشکیل می‌دهد. مشاورین قاره‌ای با ارائهٔ نظرات مشورتی به محافل روحانی و تشویق و پرورش ابتکارات فردی بر پویایی جامعه می‌افزاید. اعضای این مؤسسه توسط بیت‌العدل اعظم منصوب می‌گردند.

## مؤسسات نظم اداری
نظم اداری آئین بهائی که در رأس آن بیت‌العدل اعظم قرار دارد بر دو پایهٔ مؤسسات انتخابی و انتصابی استوار است. مؤسسات انتخابی در حوزهٔ عملکرد خود، اختیارات تقنینی، اجرایی و قضایی دارند و مؤسسات انتصابی نقش مشاوره‌ای داشته و با تشویق و پرورش ابتکارات فردی بر پویایی جامعه می‌افزایند.

### مؤسسات انتخابی
مؤسسات انتخابی آن دسته از مؤسساتی هستند که اعضاء آن توسط انتخاب افراد جامعهٔ بهائی تعیین می‌گردند. محفل روحانی ملی و محفل روحانی محلی و بیت‌العدل اعظم از این دسته از مؤسسات بهائی است. مؤسسات انتخابی در حوزهٔ عملکرد خود اختیارات تقنینی، اجرایی و قضایی دارند.

#### موازین انتخابات بهائی
انتخابات بهائی به شیوه‌های دور از رقابت و تفرقه برگزار می‌شود. طبق احکام منصوص آئین بهائی، در انتخاب مؤسسات بهائی از جمله انتخابات بیت‌العدل اعظم هرگونه تبلیغات، کاندیداتوری، نامزد شدن و نامزد کردن، حزب‌گرایی، و مبارزات و کمپین‌های انتخاباتی مطلقاً ممنوع است. هر کدام از رأی‌دهندگان در حالت دعا و توجه و با در نظر گرفتن معیارهای اخلاقی و معنوی مطرح در آثار بهائی، به حکم وجدان خود شایسته‌ترین افراد را برای عضویت در این مؤسسه انتخاب می‌کنند. در تمامی انتخابات بهائی، در سطح محلی، ملی و بین‌المللی، رأی‌دهندگان نام افراد مورد نظر خود را روی برگهٔ رأی می‌نویسند. رأی‌گیری در سطح محلی امور جامعهٔ بهائی توسط محفل روحانی محلی اداره می‌شود. در هر شهر و روستایی که تعداد بهائیان ۲۱ سال به بالای آن حداقل ۹ نفر باشد هر سال انتخاباتی برگزار می‌گردد که در جریان آن ۹ فرد مستقیماً از جانب بهائیان آن محل با رعایت موازین انتخابات بهائی به عضویت محفل محلی در می‌آیند. رأی‌گیری از طریق برگهٔ رأی مخفی است یعنی کسی از رأی دیگران اطلاع ندارد. این موضوع باعث می‌شود که رأی‌دهندگان بتوانند آزادانه و فارغ از فشارهای بیرونی به هر آن‌که خود صلاح می‌دانند رأی دهند.

#### محفل روحانی محلی
در سطح محلی امور جامعهٔ بهائی توسط محفل روحانی محلی اداره می‌شود. در هر شهر و روستایی که تعداد بهائیان ۲۱ سال به بالای آن حداقل ۹ نفر باشد هر سال انتخاباتی برگزار می‌گردد که در جریان آن ۹ فرد مستقیماً از جانب بهائیان آن محل با رعایت موازین انتخابات بهائی به عضویت محفل محلی در می‌آیند.

#### محفل روحانی ملی
اعضای محفل روحانی ملی که امور جامعهٔ بهائی را در سطح کشور اداره می‌کند سالانه از طریق نمایندگان منتخب محافل روحانی محلیِ سراسر کشور انتخاب می‌شوند. نمایندگان محافل محلی، اعضای محفل روحانی ملی را از بین کلیهٔ اعضای جامعهٔ بهائی آن کشور با رعایت موازین انتخابات بهائی انتخاب می‌کنند. ۹ نفری که از دیگران بیشتر رأی بیاورند به عضویت محفل ملی در می‌آیند.

#### بیت‌العدل اعظم
بیت‌العدل اعظم، بالاترین مقام تصمیم‌گیری در جامعهٔ جهانی بهائی، متشکل از ۹ عضو است که اعضای آن هر ۵ سال یک بار توسط اعضای تمامی محفل‌های ملی بهائی سراسر جهان انتخاب می‌شوند. نخستین انتخابات بیت‌العدل اعظم در سال ۱۹۶۳ برگزار شد. مقر بیت‌العدل اعظم بر دامنهٔ کوه کرمل در بندر حیفا است که بهاءالله این مکان را در سال ۱۸۹۰ میلادی و در لوح کرمل انتخاب کرده بود.
در آثار بهائی اعضای بیت‌العدل اعظم که از طریق انتخابات تعیین می‌شوند با عباراتی چون امینان خداوند در میان بندگانش توصیف می‌شوند. در متون بهائی ذکر شده آن‌ها باید مظهر تقوا و سرچشمهٔ علم و دانایی و خیرخواه تمامی نوع بشر باشند. در میان برخی از وظایفی که بهاءالله برای بیت‌العدل اعظم تعیین کرده می‌توان به مواردی همچون تعلیم و تربیت معنوی انسان‌ها، ایجاد رفاه، آموزش کودکان، مراقبت از ضعیفان و فقرا اشاره کرد. از دیگر وظایف بیت‌العدل اعظم ترویج صلح جهانی است. بر اساس آثار بهائی، این هیئت باید برای پایداری و حفاظت از مقام دین تلاش کند و در راه تعلیم و تربیت مردم، توسعه و آبادی ملت‌ها و حفاظت از شرافت انسان‌ها بکوشد.
بیت‌العدل اعظم در سال ۱۹۷۲ میلادی اساس‌نامهٔ خود را تنظیم کرد و در آن جنبه‌های مختلف نحوهٔ عملکرد و اختیارات و وظایف را خود مشخص نمود. بر مبنای این اساس‌نامه این وظایف و اختیارات را می‌توان به صورت زیر خلاصه کرد: ادارهٔ امور جامعه بهائی در سطح جهانی، هدایت، سازمان‌دهی و هماهنگ‌سازی فعالیت‌های بهائی در سطح جهانی، محافظت از متون بهائی، محافظت از جامعهٔ بهائی در برابر آزار و اذیت و سرکوب؛ انتشار آئین بهائی، گسترش و تقویت نظم اداری بهائی؛ ترویج خصلت‌های معنوی در جامعهٔ بهائی و دوستی و صلح میان ملت‌ها؛ پیاده‌سازی، لغو یا تغییر آن دسته دستورها و احکام که به وضوح در متون بهائی مطرح نشده‌است؛ تضمین حقوق، آزادی و اقدامات افراد؛ به‌کار بستن اصول و احکام بهائی؛ هدایت و هماهنگی فعالیت‌های بهائیان در سراسر جهان.
بهاءالله و عبدالبهاء در آثار و متون بهائی تأکید کرده‌اند که بیت‌العدل اعظم تحت حمایت و مراقبت بهاءالله خواهد بود و بیت‌العدل اعظم با الهام و تأیید الهی تصمیم‌گیری و وضع حکم می‌کند و تصمیمات آن عاری از خطا هستند و منشأ خیر خواهند بود. در آئین بهائی طبقهٔ روحانیون و مجتهدان دینی وجود ندارد و هیچ‌کدام از اعضای بیت‌العدل اعظم به تنهایی دارای مقام ویژه یا مرجعیت و اقتدار نیستند. مرجعیت و اقتدار در آئین بهائی منحصراً در اختیار مؤسسات و شوراهایی است که به‌صورت جمعی تصمیم‌گیری می‌کنند ولی تک‌تک افراد عضو این شوراها مرجعیت و امتیازی ندارند.

### مؤسسات انتصابی
مشاورین قاره‌ای هیئتی متشکل از ۸۱ نفر است که اعضای آن هر پنج سال توسط بیت‌العدل اعظم منصوب می‌شوند. مشاورین به محافل روحانی مشاوره می‌دهند، مشوق اقدامات و ابتکارات فردی هستند و به رشد و سرزندگی جوامع بهائی کمک می‌کنند. برخلاف مؤسسات انتخابی، هیئت مشاورین قاره‌ای اختیارات تقنینی، اجرایی و قضایی ندارد. مشاورین قاره‌ای افرادی را برای کمک با عنوان هیئت معاونین منصوب می‌کنند و معاونین نیز دستیارانی برای خود از جامعهٔ بهائی برمی‌گزینند. در حالی که مشاورین قاره‌ای در هر دو سطح قاره‌ای و کشوری فعال هستند، معاونین و دستیاران ایشان در سطوح منطقه‌ای و محلی فعالیت می‌کنند. برای هماهنگی و هدایت فعالیت‌های مشاورین قاره‌ای، بیت‌العدل اعظم هیئتی تحت عنوان دارالتبلیغ بین‌المللی برای ۵ سال منصوب می‌کند که متشکل از ۹ نفر است.

## منشور نظم اداری بهائی
به گفتهٔ شوقی افندی کتاب اقدس، لوح کرمل و کتاب عهدی از آثار بهاءالله و الواح وصایا، وصیت‌نامهٔ عبدالبهاء، منشور نظم اداری بهائی را تشکیل می‌دهند. بهاءالله در کتاب اقدس اصول و قوانین نظم اداری را بیان می‌کند، در لوح کرمل، کوه کرمل را در حیفا مرکز اداری و روحانی آئین بهائی قرار می‌دهد و در کتاب عهدی اصل «عهد و میثاق» را برای حفظ وحدت جامعهٔ بهائی و هدایت و مساعدت بهائیان برای بنای نظم اداری تأسیس می‌کند و پسر ارشد خود عبدالبهاء را به‌عنوان مرکز عهد و میثاق و جانشین خود برمی‌گزیند. عبدالبهاء در الواح وصایا ویژگی‌های نظم اداری بهائی، وظایف ایادیان امرالله و همچنین مقام ولی امر را مشخص می‌کند و شوقی افندی را به‌عنوان جانشین خویش در مقام ولی امرالله برمی‌گزیند و نظامی برای انتخابات بیت‌العدل اعظم مشخص می‌نماید. نوشته‌های شوقی افندی، به ویژه دو اثر Baha'i Administration (نظم اداری بهائی) و World Order of Baha'u'llah (نظم جهانی بهائی) جزئیاتِ اجرائی نظم اداری بهائی را مفصلاً شرح و بسط می‌دهند.

## نظم اداری و اصل عهد و میثاق
بهاءالله برای تضمین این که بعد از درگذشتش و در گذر زمان جامعهٔ بهائی بتواند به صورت هماهنگ و متحد در مسیر به اجرا درآوردن تعالیمش پیش رود اساسی را تأسیس نمود که به عنوان «عهد و میثاق» شناخته می‌شود. به این ترتیب او چگونگی تداوم جریان هدایت، مسئلهٔ جانشینی و نیز توضیح و تبیین آثارش را با دستورالعمل‌های روشن، واضح و کتبی مشخص نمود. بر اساس این عهد و میثاق، مسئولیت هدایت و رهبری جامعه پس از بهاءالله، به پسر ارشدش، عبدالبهاء، سپس به شوقی افندی، نوهٔ عبدالبهاء، و در نهایت همان‌گونه که بهاءالله تعیین نموده بود به بیت‌العدل اعظم مُحوّل شده‌است. اصل عهد و میثاق وحدت جامعه را تضمین می‌کند و آن را از اختلاف و تفرقه حفظ می‌کند. در دوره‌های مختلف، برخی تلاش‌های ناموفق در راستای به چالش کشیدن عهد و میثاق صورت پذیرفته‌است. به عنوان نمونه میرزا محمدعلی، برادر ناتنی عبدالبهاء، بر خلاف وصیت‌نامهٔ پدرش بهاءالله، مرجعیّت عبدالبهاء را انکار کرد و در ابتدا به‌صورت پنهان و سپس آشکار به مخالفت با او پرداخت. این مخالفت‌ها نتوانست در وفاداری تودهٔ بهائیان به عبدالبهاء خللی وارد کند، امّا باعث بروز مشکلات برای عبدالبهاء از جانب مقامات عثمانی شد. همچنین پس از درگذشت عبدالبهاء، احمد سهراب و چندی از مبلغان بهائی نظیر عبدالحسین آواره به امید عضویت در بیت‌العدل اعظم اصرار داشتند که این نهاد، بلافاصله تشکیل شود و از این رو از در مخالفت با شوقی افندی، رهبر وقت جامعهٔ بهائی درآمدند. شوقی افندی به این نتیجه رسیده بود که برای انتخاب بیت‌العدل اعظم ابتدا باید نهادهای انتخابی بهائی در سطح محلی و ملی تشکیل شود تا زمینه برای انتخاب بیت‌العدل اعظم که یک نهاد بین‌المللی است فراهم آید. در حال حاضر بر پایهٔ اصل عهد و میثاق بیت‌العدل اعظم وظیفهٔ حفظ اتحاد جامعه بهائی را بر عهده دارد.